# Pseudobombyliomyia linellii
Pseudobombyliomyia linellii là một loài ruồi trong họ Tachinidae.